# Nadia Ali-diszkográfia

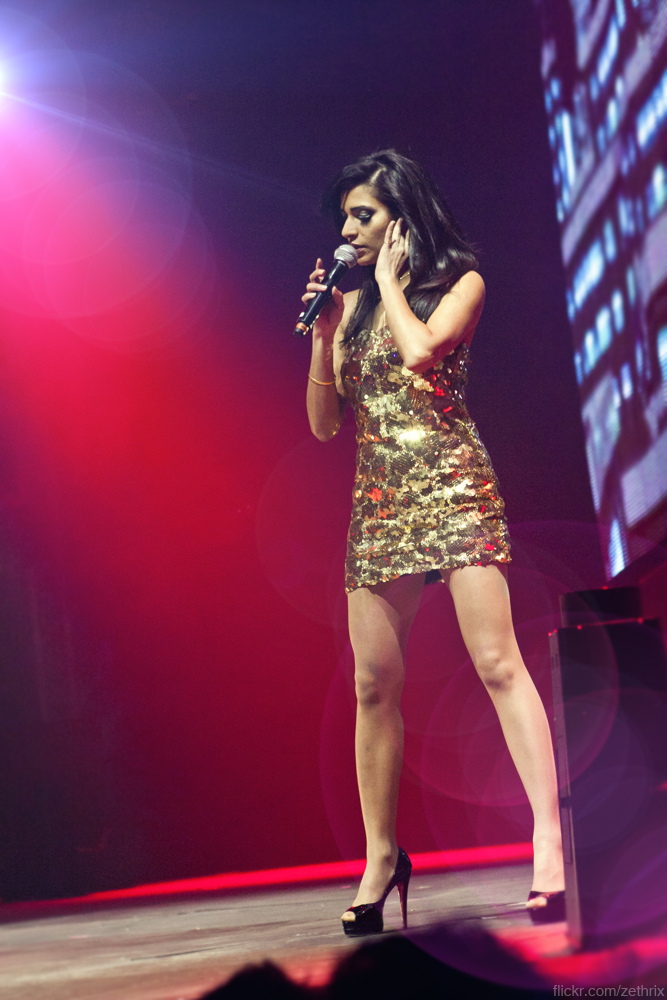
Nadia Ali fellépése az Armin Only koncerten 2011-ben

Nadia Ali pakisztáni-amerikai énekes-dalszerző a karrierje során, egy stúdióalbumot, három válogatásalbumot, tizenkilenc kislemezt (ebből 12 közreműködött) és tizenkét videóklipet adott ki. Nadia 2001-ben kezdte meg pályafutását a New York-i iiO zenekar frontembereként, akiknek a bemutatkozó kislemezük "Rapture" volt, amely a brit kislemezlistán és a Billboard Hot Dance Club Play Chart-on a 2. helyet érte el, és sok más országban sikeres lett. Az iiO 2005-ben kiadták a Poetica stúdióalbumukat, amely a 17. lett a Billboard Dance/Electronic Albums chart-on. A "Rapture" dalt eltekintve az album másik öt kislemeze közül az "Love Is It?" első helyet ért el a Billboard Hot Dance Club Play-on. Nadia az iiO-ot 2005-ben elhagyta, miközben a zenekar továbbra is készítette el számait jellemzően az énekes közreműködésével, leginkább a 2011-es Exit 110 stúdióalbumon.
Nadia 2006-ban kezdte szólókarrierjét a holland Armin van Buuren DJ együttműködésével, akinél a "Who is Watching?" című dalt énekelte el, amely Finnországban a 19. helyezett lett. Az ő 2009-ben megjelent Embers című debütáló albumát és dalait dicsérték az elektronikai, akusztikus és a keleti stílusú zenék keverékei miatt. Az album négy kislemeze, a "Love Story", a "Fine Print" és "Crash and Burn" és a Grammy-díjra jelölt "Fantasy" benne volt a Billboard Hot Dance Club Play chart top 10 listáján. Az albumon szerepelt Tocadisco "Better Run" című kislemeze, amely a 15. helyet érte el Belgiumban.
Nadia 2010-ben kiadta a három albumból álló Queen of Clubs Trilogy: The Best of Nadia Ali Remixed névre hallgató remix összeállításait, amelyek a Ruby Edition (2010. augusztus), Onyx Edition (2010. október) és a Diamond Edition (2010. december). Az összeállításban található "Rapture" újrakiadott változata több európai országban sikert ért el és Romániában a 3. helyet érte el. Nadia 2011-es első kiadása a "Call My Name" volt Sultan és Ned Shepardal, amely a Billboard Hot Dance Club Play Chart-on az ötödik lett. A második "Pressure" című kiadás a Belgiumban és Hollandiában ért el magas sikereket. Nadia 2010 novembere óta dolgozik a második stúdióalbumán.

## Albumok

### Stúdióalbumok
| Cím    | Album részletei                                                                             | Ref(ek) |
| ------ | ------------------------------------------------------------------------------------------- | ------- |
| Embers | - Megjelenés: 2009. szeptember 15. - Kiadó: Smile in Bed - Formátum: CD, digitális letöltés | [ 13 ]  |

### Válogatásalbumok
| Cím                                     | Album részletei                                                                        | Ref(ek) |
| --------------------------------------- | -------------------------------------------------------------------------------------- | ------- |
| Queen of Clubs Trilogy: Ruby Edition    | - Megjelenés: 2010. augusztus 31. - Kiadó: Smile in Bed - Formátum: digitális letöltés | [ 9 ]   |
| Queen of Clubs Trilogy: Onyx Edition    | - Megjelenés: 2010. október 28. - Kiadó: Smile in Bed - Formátum: digitális letöltés   | [ 9 ]   |
| Queen of Clubs Trilogy: Diamond Edition | - Megjelenés: 2010. december 21. - Kiadó: Smile in Bed - Formátum: digitális letöltés  | [ 9 ]   |

## Kislemezek

### Mint vezető művész
| "Crash and Burn"                                                | 2008 | 6 | —  | —  | —  | — | —  | —  | — | —  | Embers                 | [ 19 ] |
| "Love Story"                                                    | 2009 | 1 | —  | —  | —  | — | —  | —  | — | —  | Embers                 | [ 20 ] |
| "Fine Print"                                                    | 2010 | 4 | —  | —  | —  | — | —  | —  | — | —  | Embers                 | [ 21 ] |
| "Fantasy"                                                       | 2010 | — | —  | —  | —  | — | —  | —  | — | —  | Embers                 | [ 22 ] |
| "Rapture"                                                       | 2010 | — | 28 | 17 | 63 | — | 24 | 77 | 3 | 40 | Queen of Clubs Trilogy | [ 23 ] |
| "Pressure" (With Starkillers & Alex Kenji)                      | 2011 | — | 37 | 16 | —  | — | —  | 97 | — | —  | Nem album kislemez     | [ 24 ] |
| "When it Rains"                                                 | 2011 | — | —  | —  | —  | — | —  | —  | — | —  | Phoenix                | [ 25 ] |
| "—" "—" nem szerepelt listán, vagy nem jelent meg az országban. |      |   |    |    |    |   |    |    |   |    |                        |        |

### Közreműködőként
| "Who Is Watching" (Armin van Buuren featuring Nadia Ali)        | 2006 | — | —  | 19 | —  | Shivers            | [ 27 ] |
| "Something To Lose" (Creamer & K featuring Nadia Ali & Rosko)   | 2006 | — | —  | —  | —  | Nem album kislemez | [ 28 ] |
| "12 Wives In Tehran" (Serge Devant featuring Nadia Ali)         | 2009 | — | —  | —  | —  | Wanderer           | [ 29 ] |
| "Better Run" (Tocadisco & Nadia Ali)                            | 2009 | — | 15 | —  | —  | TOCA 128.0 FM      | [ 30 ] |
| "Try" (Schiller with Nadia Ali)                                 | 2010 | — | —  | —  | 58 | Atemlos            | [ 31 ] |
| "The Notice" (Chris Reece & Nadia Ali)                          | 2010 | — | —  | —  | —  | The Divine Circle  | [ 32 ] |
| "Call My Name" (Sultan & Ned Shepard featuring Nadia Ali)       | 2011 | 5 | —  | —  | —  | Nem album kislemez | [ 33 ] |
| "Free to Go" (Alex Sayz featuring Nadia Ali)                    | 2011 | — | —  | —  | —  | Pulse: 128—130     | [ 34 ] |
| "Feels So Good" (Armin van Buuren featuring Nadia Ali)          | 2011 | — | —  | —  | —  | Mirage             | [ 35 ] |
| "Believe It" (Spencer & Hill & Nadia Ali)                       | 2011 | — | 72 | —  | —  | Nem album kislemez | [ 36 ] |
| "Keep it Coming" (Starkillers & Nadia Ali)                      | 2011 | — | —  | —  | —  | Nem album kislemez | [ 37 ] |
| "This Is Your Life" (EDX & Nadia Ali)                           | 2012 | — | —  | —  | —  | On The Edge        | [ 38 ] |
| "—" "—" nem szerepelt listán, vagy nem jelent meg az országban. |      |   |    |    |    |                    |        |

## Videóklipek
| Cím                           | Év   | Produrek(ek)                           |
| ----------------------------- | ---- | -------------------------------------- |
| "Love Story"                  | 2009 | Phil Di Fiore                          |
| "Try"                         | 2010 | Marcus Sternberg                       |
| "Fantasy" (Morgan Page Remix) | 2010 | Ryan Littman and Berman Fenelus        |
| "Fantasy" (Album Edit)        | 2010 | Ryan Littman and Berman Fenelus        |
| "The Notice"                  | 2010 | Jelle Posthuma                         |
| "Rapture" (Avicii Remix)      | 2011 | Brando Neverland                       |
| "Call My Name"                | 2011 | Nicholas Cambata                       |
| "Feels So Good"               | 2011 | Jelle Posthuma                         |
| "Pressure" (Alesso Radio Mix) | 2011 | Brando Neverland                       |
| "When It Rains"               | 2011 | Brando Neverland                       |
| "Believe It" (Cazzette Remix) | 2012 | Isabelle Bequet and Svenno Koemans     |
| "This Is Your Life"           | 2012 | Anthony Chirco and Travis John Hoffman |

## Más közreműködések
A következő lista a meg nem jelent (hivatalos vagy promóciós) kislemezeket tartalmazza Nadia egy albumáról:
| Dal                                                                                                   | Year | Album                                | Ref(ek) |
| --- | ---- | ------------------------------------ | ------- |
| "That Day" (Myon & Shane 54 Remix) (Dresden & Johnston featuring Nadia Ali & Mikael Johnston)         | 2010 | International Departures             | [ 51 ]  |
| "That Day" (Ana Vida & Lenny Ruckus Remix) (Dresden & Johnston featuring Nadia Ali & Mikael Johnston) | 2010 | Intuition Sessions 2: Rio de Janeiro | [ 52 ]  |
| "That Day" (Sydney Blu Remix) (Dresden & Johnston featuring Nadia Ali & Mikael Johnston)              | 2011 | Nervous Nightlife: Live at Mansion   | [ 53 ]  |
| "Rolling the Dice" (Sander van Doorn & Sidney Samson featuring Nadia Ali)                             | 2011 | Eleve11                              | [ 54 ]  |
| "Carry Me" (Morgan Page featuring Nadia Ali)                                                          | 2012 | In The Air                           | [ 55 ]  |

### Íráskészítők
Ezeket a dalokat Nadia írta más előadók közreműködésével, és nem csak Nadia megjelent stúdióalbumán szerepel:
| Dal                | Év   | Album/Kislemez     | Megjegyzések                            | Ref(ek) |
| ------------------ | ---- | ------------------ | --------------------------------------- | ------- |
| "Sometimes I Wish" | 2011 | Piercing The Quiet | Performed by Tritonal featuring Bethany | [A]     |

Megjegyzések
- ↑ A: A társszerző Bethany Cosentino